# Oscar Alfredo Gálvez

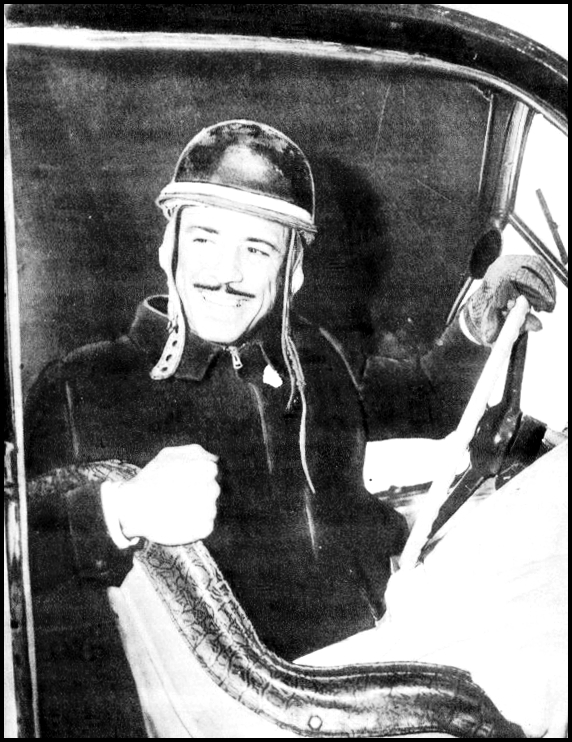
Oscar Galvez

Oscar Alfredo Gálvez (Buenos Aires, 17 augustus 1913 – aldaar, 16 december 1989) was een Formule 1-coureur uit Argentinië. Hij reed één Grand Prix; de Grand Prix van Argentinië van 1953 voor het team Maserati.